# Arcidiocesi di Yaoundé
L'arcidiocesi di Yaoundé (in latino: Archidioecesis Yaundensis) è una sede metropolitana della Chiesa cattolica in Camerun. Nel 2022 contava 1.471.313 battezzati su 3.152.180 abitanti. È retta dall'arcivescovo Jean Mbarga.

## Territorio
L'arcidiocesi comprende tre dipartimenti della regione del Centro in Camerun: Mfoundi, Méfou e Afamba, Méfou e Akono.
Sede dell'arcidiocesi è la città di Yaoundé, dove si trova la cattedrale di Nostra Signora delle Vittorie (Notre Dame des Victoires). La città inoltre ospita la basilica di Maria Regina degli Apostoli (Marie-Reine-des-Apôtres).
Il territorio si estende su 4.964 km² ed è suddiviso in 187 parrocchie, raggruppate in 8 zone pastorali.
La provincia ecclesiastica di Yaoundé, istituita nel 1955, comprende le seguenti suffraganee:
- diocesi di Bafia
- diocesi di Ebolowa
- diocesi di Kribi
- diocesi di Mbalmayo
- diocesi di Obala
- diocesi di Sangmélima

## Storia
La prefettura apostolica del Camerun fu eretta il 18 marzo 1890 con il decreto Cum in votis della Congregazione di Propaganda Fide, ricavandone il territorio dal vicariato apostolico del Gabon (già delle Due Guinee, oggi arcidiocesi di Libreville).
Il 2 gennaio 1905 la prefettura apostolica fu elevata a vicariato apostolico con il breve Cum Nobis di papa Pio X.
Il 28 aprile 1914 cedette una porzione del suo territorio a vantaggio dell'erezione della prefettura apostolica di Adamaua (oggi diocesi di Nkongsamba), a cui cedette altri territori l'11 giugno 1923.
Il 12 giugno 1923 e il 31 marzo 1931 cedette altre porzioni del suo territorio a vantaggio dell'erezione rispettivamente della prefetture apostoliche di Buéa (oggi diocesi) e di Douala (oggi arcidiocesi).
Il 3 aprile 1931 cambiò nome in favore di vicariato apostolico di Yaoundé per effetto del breve Sub anulo Piscatoris di papa Pio XI.
Il 3 marzo 1949 cedette ulteriori porzioni di territorio a vantaggio dell'erezione del vicariato apostolico di Doumé  (oggi diocesi di Doumé-Abong' Mbang).
Il 14 settembre 1955 il vicariato apostolico è stato elevato al rango di arcidiocesi metropolitana con la bolla Dum tantis di papa Pio XII.
Il 24 giugno 1961, il 6 luglio 1965 e il 3 luglio 1987 ha ancora ceduto porzioni del suo territorio a vantaggio dell'erezione rispettivamente della diocesi di Mbalmayo, della prefettura apostolica di Bafia (oggi diocesi) e della diocesi di Obala.
Yaoundé è sede dell'università cattolica dell'Africa centrale.

## Cronotassi dei vescovi
Si omettono i periodi di sede vacante non superiori ai 2 anni o non storicamente accertati.
- Heinrich Vieter, S.A.C. † (22 luglio 1890 - 7 novembre 1914 deceduto)
- Franziskus Xaver Hennemann, S.A.C. † (7 novembre 1914 succeduto - 26 giugno 1922 nominato prefetto apostolico del Capo di Buona Speranza, Distretto Centrale)
- François-Xavier Vogt, C.S.Sp. † (19 maggio 1923 - 4 marzo 1943 deceduto)
- René Graffin, C.S.Sp. † (4 marzo 1943 succeduto - 6 settembre 1961 dimesso[2])
- Jean Zoa † (11 settembre 1961 - 20 marzo 1998 deceduto)
- André Wouking † (27 novembre 1998 - 10 novembre 2002 deceduto)
- Simon-Victor Tonyé Bakot (18 ottobre 2003 - 29 luglio 2013 dimesso)
- Jean Mbarga, dal 31 ottobre 2014[3]

## Statistiche
L'arcidiocesi nel 2022 su una popolazione di 3.152.180 persone contava 1.471.313 battezzati, corrispondenti al 46,7% del totale.
| anno | popolazione | popolazione | popolazione | presbiteri | presbiteri | presbiteri | presbiteri                | diaconi | religiosi | religiosi | parrocchie |
| anno | battezzati  | totale      | %           | numero     | secolari   | regolari   | battezzati per presbitero | diaconi | uomini    | donne     | parrocchie |
| ---- | ----------- | ----------- | ----------- | ---------- | ---------- | ---------- | ------------------------- | ------- | --------- | --------- | ---------- |
| 1950 | 246.840     | 501.000     | 49,3        | 110        | 34         | 76         | 2.244                     |         | 111       | 98        |            |
| 1970 | 378.426     | 511.607     | 74,0        | 153        | 41         | 112        | 2.473                     |         | 180       | 269       |            |
| 1980 | 610.353     | 780.000     | 78,3        | 155        | 63         | 92         | 3.937                     |         | 172       | 301       | 70         |
| 1990 | 506.550     | 1.150.000   | 44,0        | 164        | 66         | 98         | 3.088                     |         | 189       | 265       | 74         |
| 1999 | 662.500     | 1.513.500   | 43,8        | 280        | 128        | 152        | 2.366                     |         | 319       | 380       | 132        |
| 2000 | 668.000     | 1.515.000   | 44,1        | 293        | 134        | 159        | 2.279                     |         | 326       | 380       | 123        |
| 2001 | 673.500     | 1.530.000   | 44,0        | 287        | 124        | 163        | 2.346                     |         | 327       | 389       | 123        |
| 2002 | 680.235     | 1.545.300   | 44,0        | 302        | 139        | 163        | 2.252                     |         | 337       | 404       | 123        |
| 2003 | 687.000     | 1.560.600   | 44,0        | 290        | 111        | 179        | 2.368                     |         | 332       | 414       | 123        |
| 2004 | 693.800     | 1.576.200   | 44,0        | 300        | 110        | 190        | 2.312                     |         | 346       | 443       | 123        |
| 2010 | 903.000     | 1.881.000   | 48,0        | 414        | 171        | 243        | 2.181                     |         | 408       | 623       | 132        |
| 2014 | 1.282.840   | 2.670.000   | 48,0        | 572        | 206        | 366        | 2.242                     |         | 811       | 513       | 150        |
| 2017 | 1.332.500   | 2.792.100   | 47,7        | 720        | 250        | 470        | 1.850                     |         | 1.201     | 1.271     | 158        |
| 2020 | 1.431.300   | 3.000.300   | 47,7        | 698        | 267        | 431        | 2.050                     |         | 934       | 1.148     | 166        |
| 2022 | 1.471.313   | 3.152.180   | 46,7        | 746        | 320        | 426        | 1.972                     |         | 835       | 1.174     | 187        |